# Aïoli
Pour les articles homonymes, voir Aïoli (homonymie).
Ne doit pas être confondu avec Aïoli garni, L'Aiòli ou Rouille (cuisine).
L'aïoli [aˈjɔli] , du provençal moderne alhòli ou aiòli (graphie mistralienne), de alh ou aiet, « ail », et òli, « huile », est une sauce à base, à l'origine, d'émulsion d'ail et d'huile d'olive, très courante sur la rive nord de la Méditerranée, de l'Andalousie jusqu'au Comté de Nice, en passant par la Communauté valencienne, la Catalogne, les îles Baléares, l'Aragon, le Pays basque, le Roussillon, le Languedoc et la Provence.

## Histoire
Les origines de cette préparation sont sûrement antiques, mais les premières traces écrites remontent au Moyen Âge en Provence.

## Recette
À l'origine (et pour les puristes), l'aïoli est traditionnellement une sauce à l'ail préparée au mortier et pilon, uniquement à base d'émulsion d'ail et d'huile d'olive. Il s'agit d'une « pommade que l'on fait dans un mortier en pilant de l'ail avec de l'huile. Elle sert de condiment à tout poisson bouilli, à la morue, aux escargots, aux pommes de terre, etc. ».
Une émulsion est un mélange de deux substances liquides non miscibles, qui implique donc un liquide autre que l'huile pour faire prendre l'aïoli. Le jus de l'ail peut jouer ce rôle. De nombreux cuisiniers préparent de nombreuses variantes d'aïoli comme une mayonnaise à l'ail, en y ajoutant un jaune d'œuf, du jus de citron, ou bien encore du lait, de la mie de pain, des pommes de terre ou de la moutarde.
| Aïoli traditionnel  | Aïoli au jaune d'œuf             | Aïoli aux pommes de terre                 | Aïoli à la mie de pain                    |
| ------------------- | -------------------------------- | ----------------------------------------- | ----------------------------------------- |
|                     |                                  |                                           |                                           |
| Ail, huile d'olive. | Ail, jaune d'œuf, huile d'olive. | Ail, pomme de terre cuite, huile d'olive. | Ail, mie de pain émiettée, huile d'olive. |

## Recettes de cuisine
L'aïoli garni est associé avec des légumes (plat typique de la cuisine provençale). L'aïoli peut également accompagner des croûtons, tartines, poissons, fruits de mer, soupe de poisson et bourride, légumes, escargots à la provençale (ou cargolade), côtelettes d'agneau (cousteilles) et autres viandes grillées…

Quelques recettes à l'aïoli
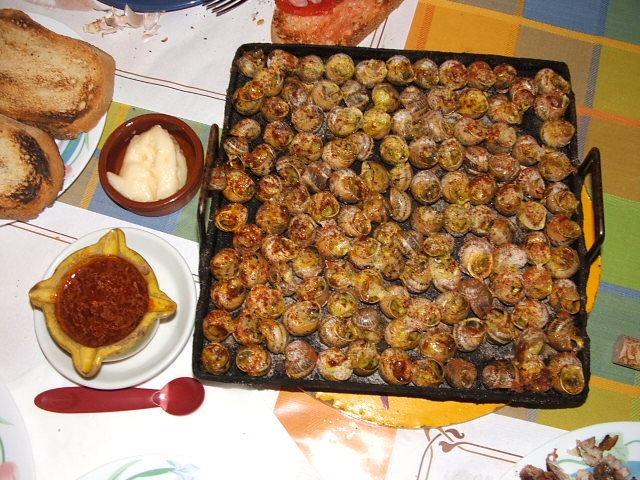
Escargots à la provençale
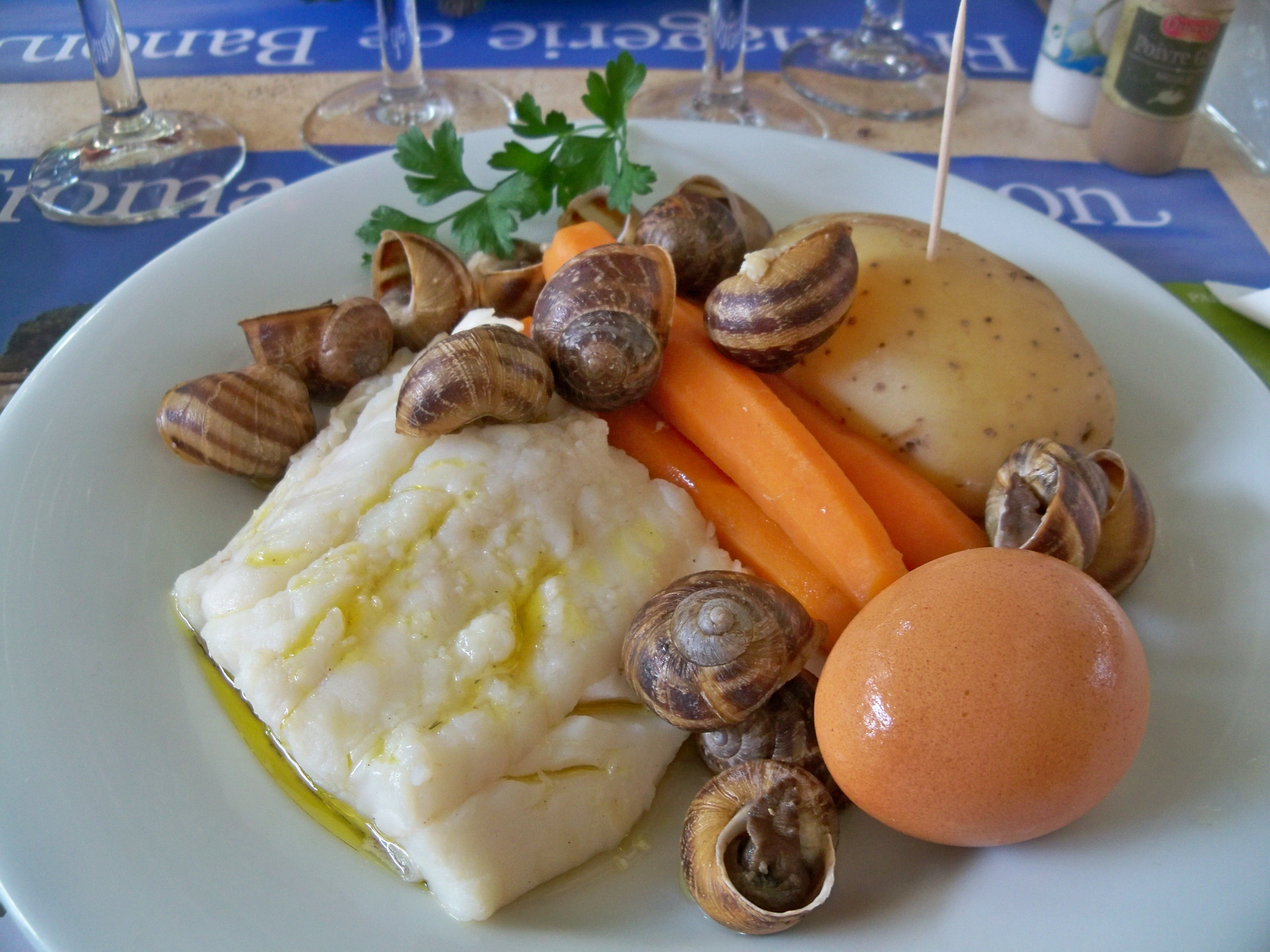
Aïoli garni
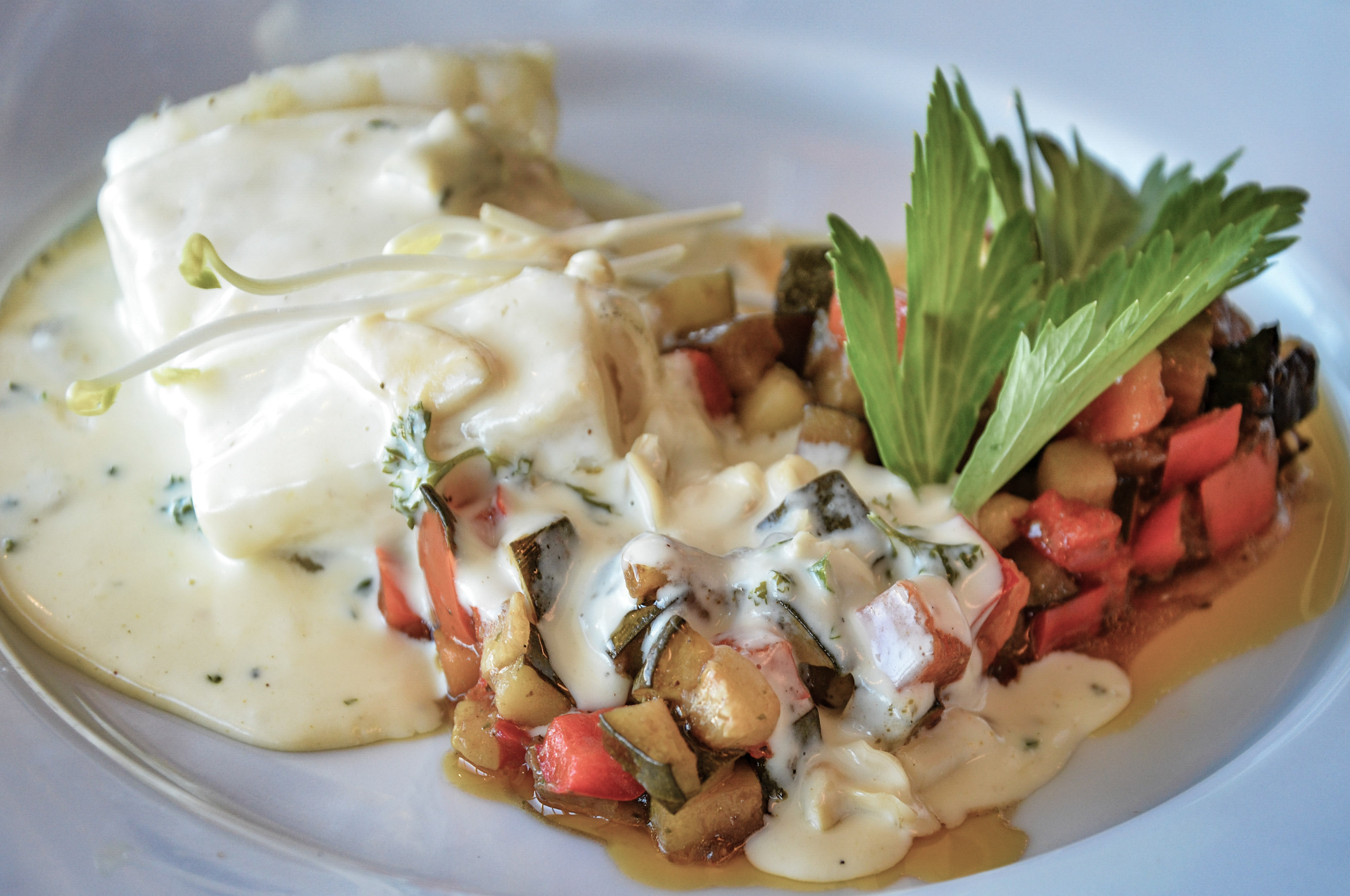
Bourride et ratatouille
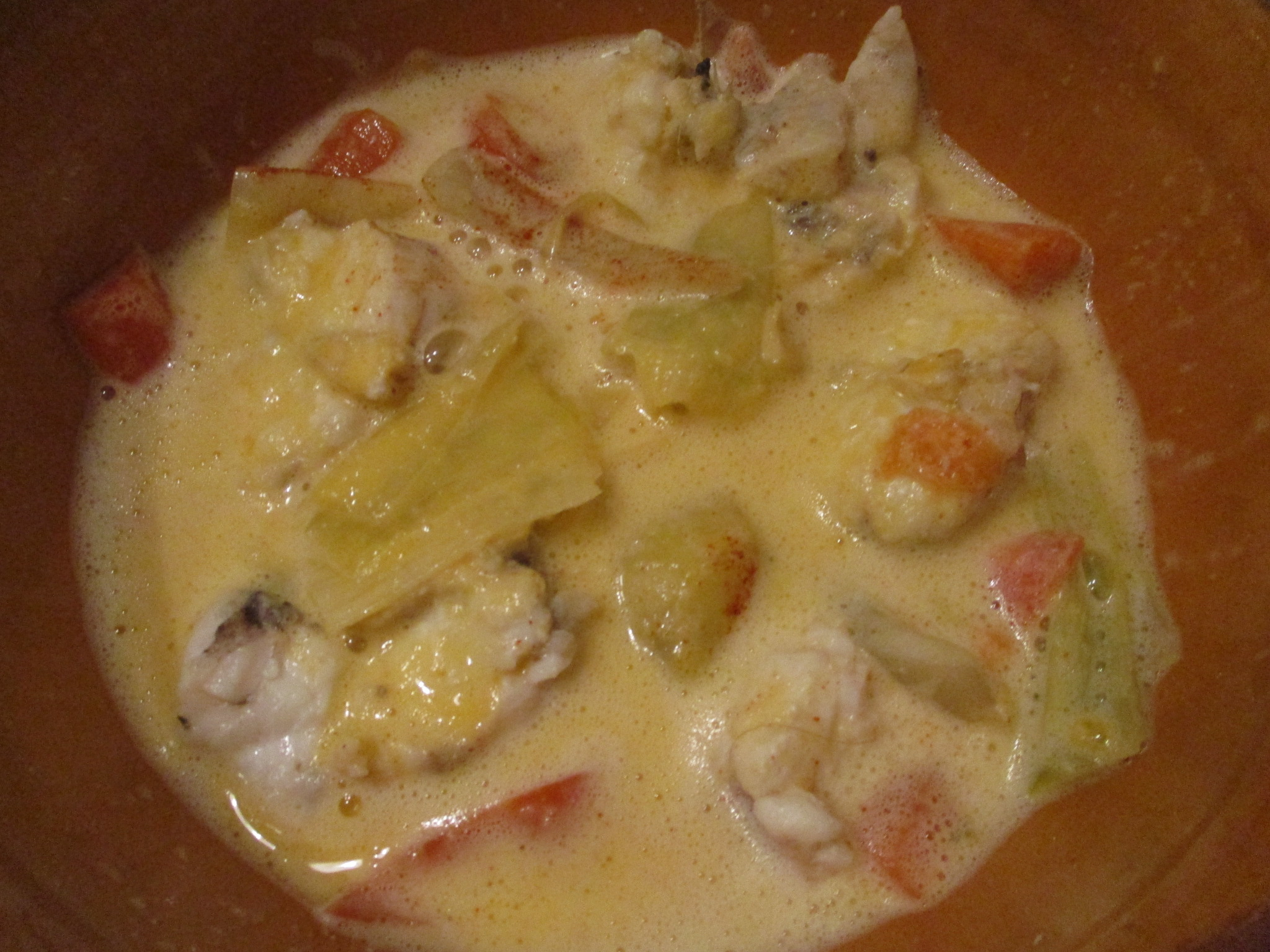
Bourride à la sétoise
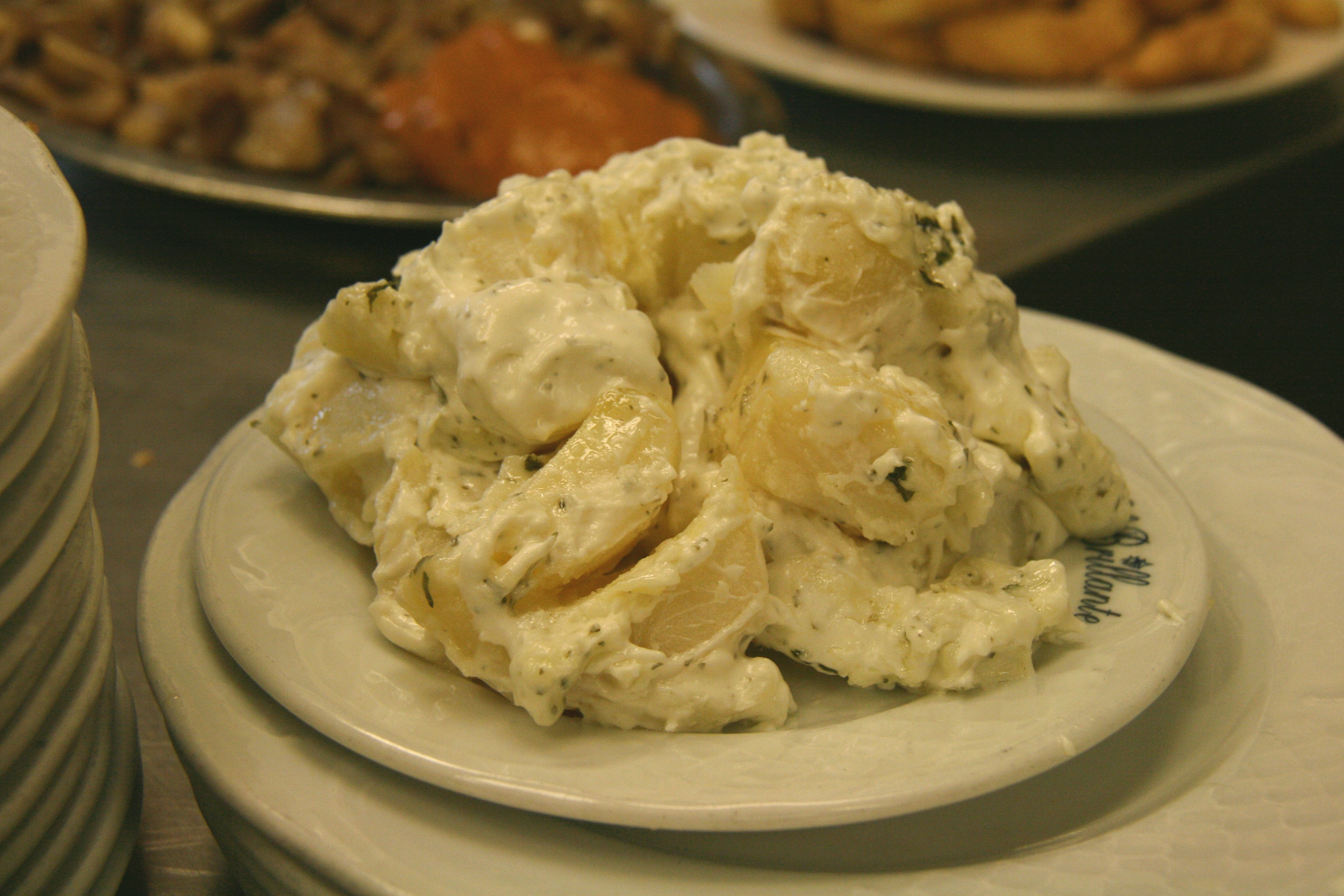
Pomme de terre à l'aïoli
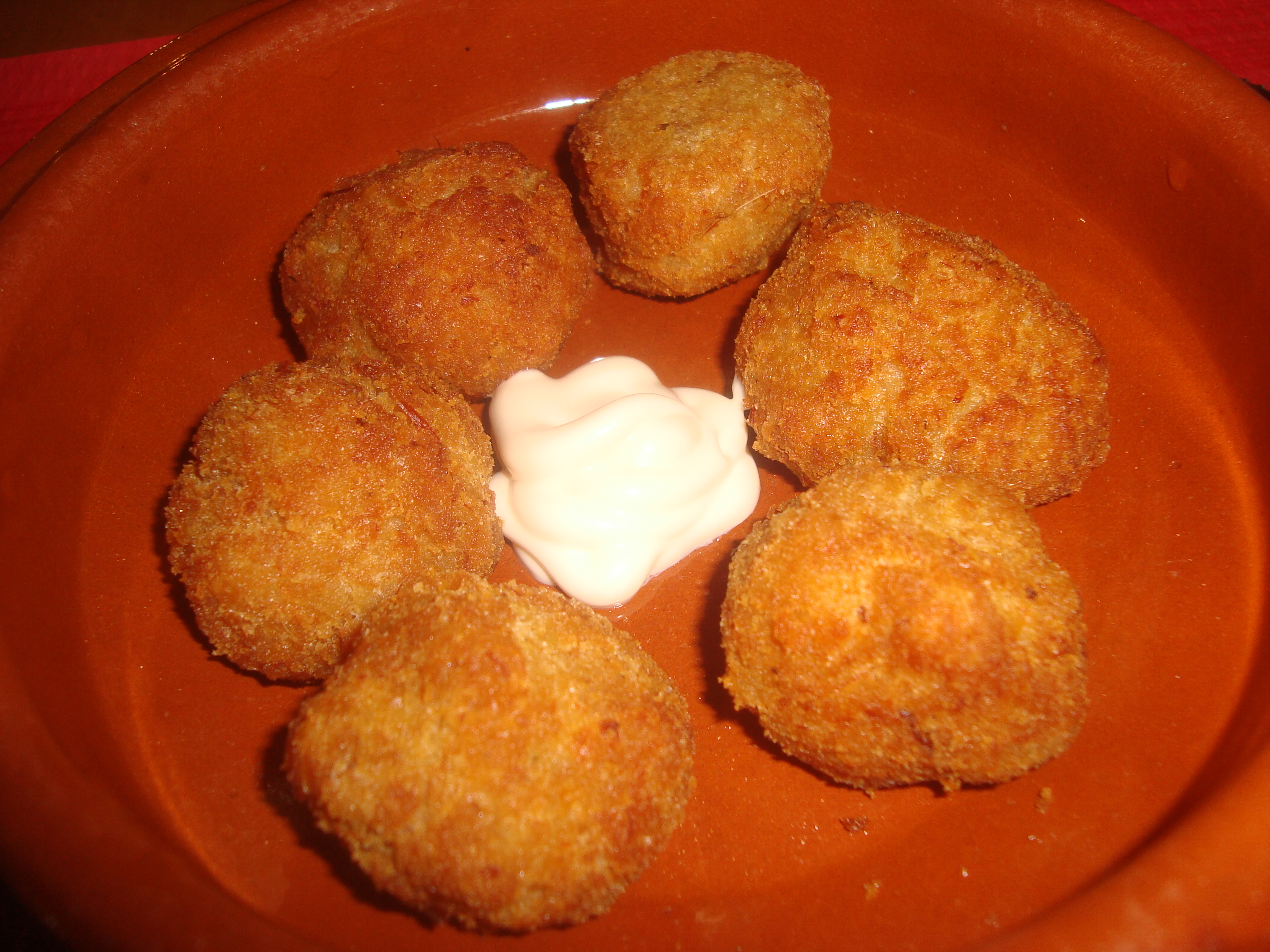
Tapas

En Catalogne et dans la Communauté valencienne (entre autres) l'allioli (ou all i oli) est également consommé avec le suquet de peix, les cargolades, des tapas, ou la fideuà.

## Expressions et littérature
- L'expression du parler marseillais « faire monter l'aïoli » signifie mettre l'ambiance, faire la fête (rapport à l'énergie nécessaire pour « faire prendre la mayonnaise »). Elle revient de façon récurrente dans les paroles du Massilia Sound System[6].
- « Pédaler dans l'aïoli », variante régionale de « pédaler dans la choucroute », ou de « pédaler dans la semoule », d’après les écrivains Daniel Armogathe et Jean-Michel Kasbarian, auteurs du Dico marseillais : d'aïoli à zou ![7].
- L'écrivain provençal Frédéric Mistral a créé en 1891 le journal L'Aiòli[8], où il cite entre autres : « L’aïoli concentre dans son essence la chaleur, la force, l’allégresse du soleil de Provence[9] ». Il a donné également sa recette personnelle d'aïoli dans l'Armana prouvençau (Almanach provençal)[10] — une revue occitane —, sous le pseudonyme de Cousinié Macàri, qui signifie « cuisinier du diable » et, par extension, mauvais cuisinier[11].

## Au cinéma
- 1951 : Au pays du soleil, Maurice de Canonge, avec la chanson de film Zou Un Peu d'Aioli de Tino Rossi[12].